# Car (Azerbaigian)
Car è un comune dell'Azerbaigian situato nel distretto di Zaqatala. Conta una popolazione di 4 633 abitanti.